# Pseudolabrus
Genre
Pseudolabrus est un genre de poissons appartenant à l'ordre des Perciformes, et à la famille des Labridae.

## Liste d'espèces
Selon FishBase (5 octobre 2015) :
- Pseudolabrus biserialis (Klunzinger, 1880)
- Pseudolabrus coccineus (Forster in Bloch & Schneider, 1801)
- Pseudolabrus eoethinus (Richardson, 1846)
- Pseudolabrus fuentesi (Regan, 1913)
- Pseudolabrus gayi (Valenciennes, 1839)
- Pseudolabrus guentheri Bleeker, 1862
- Pseudolabrus japonicus (Houttuyn, 1782)
- Pseudolabrus luculentus (Richardson, 1848)
- Pseudolabrus miles (Schneider & Forster, 1801)
- Pseudolabrus rubicundus (Macleay, 1881)
- Pseudolabrus semifasciatus (Rendahl, 1921)
- Pseudolabrus sieboldi Mabuchi & Nakabo, 1997
- Pseudolabrus torotai Russell & Randall, 1981

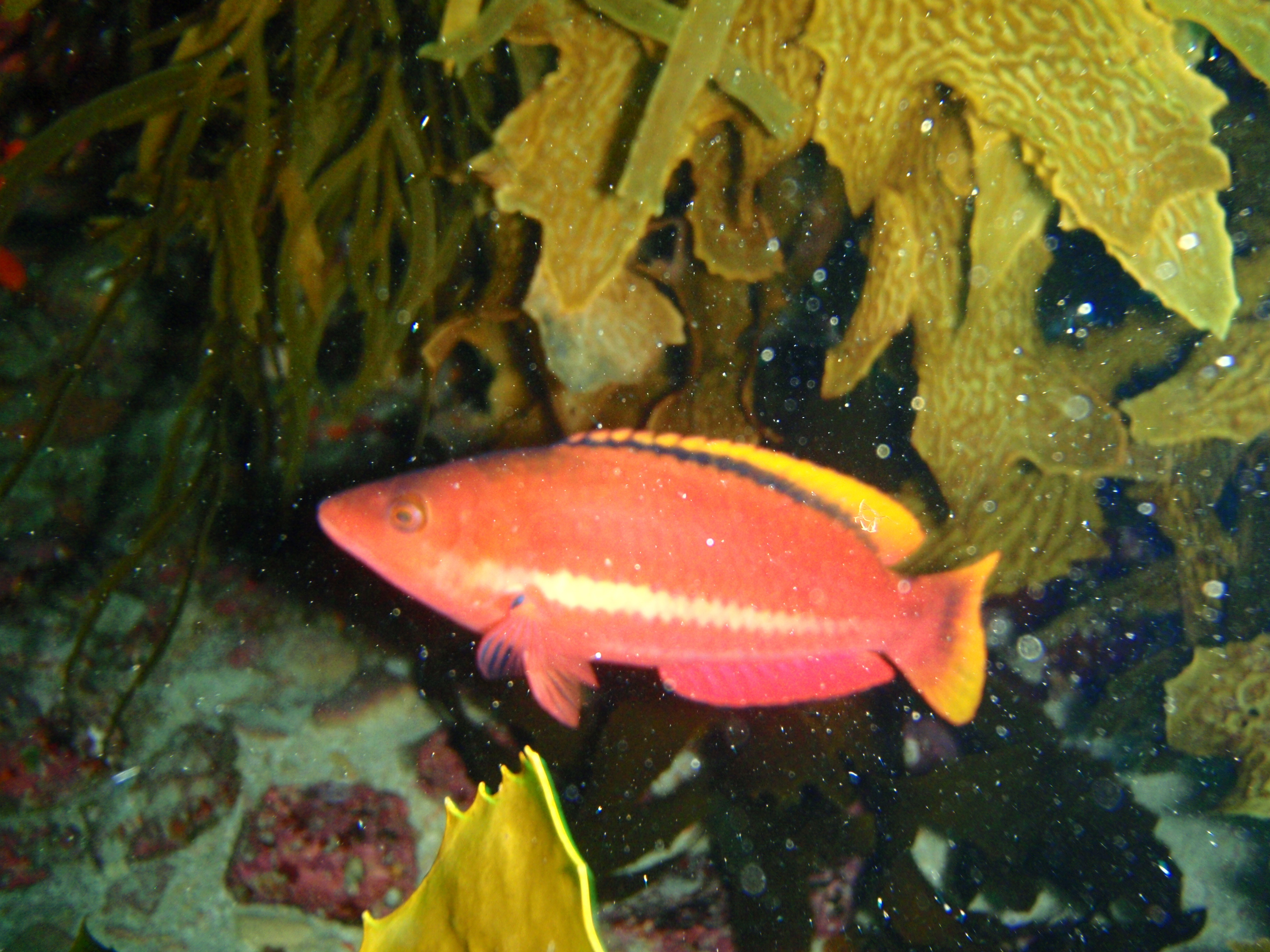
Pseudolabrus biserialis
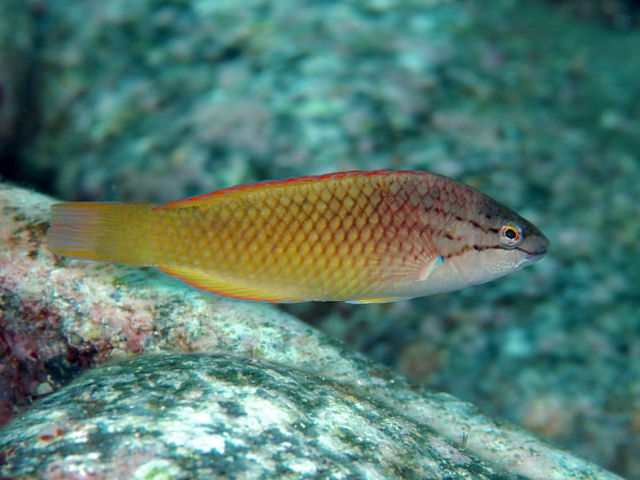
Pseudolabrus eoethinus
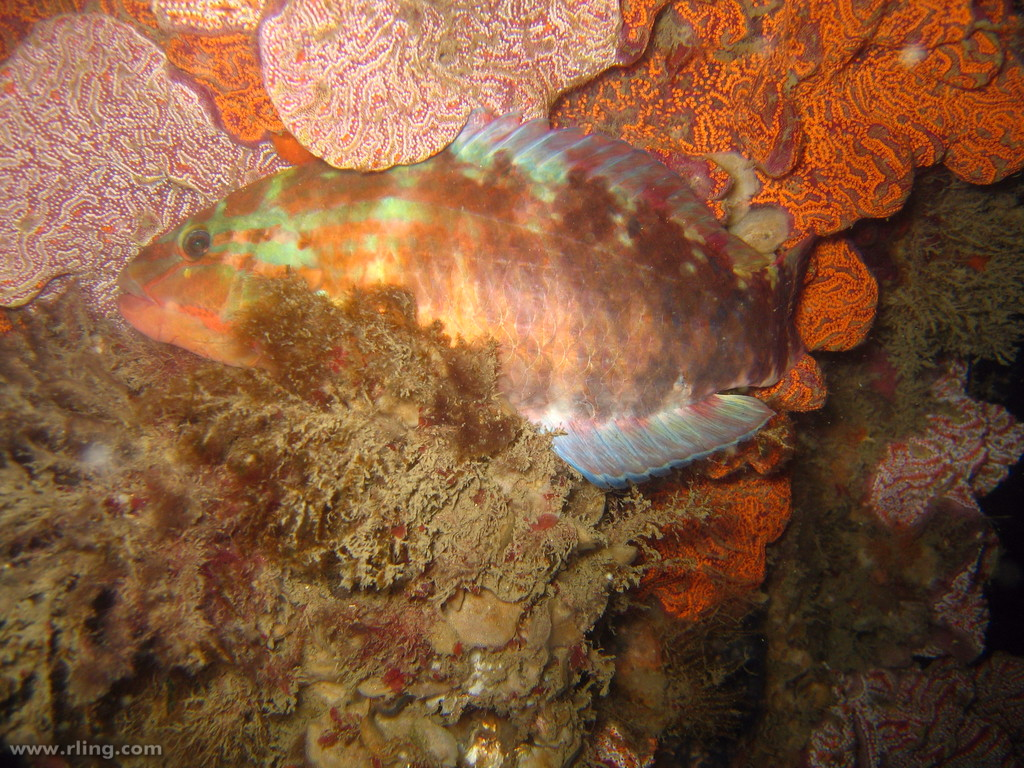
Pseudolabrus guentheri
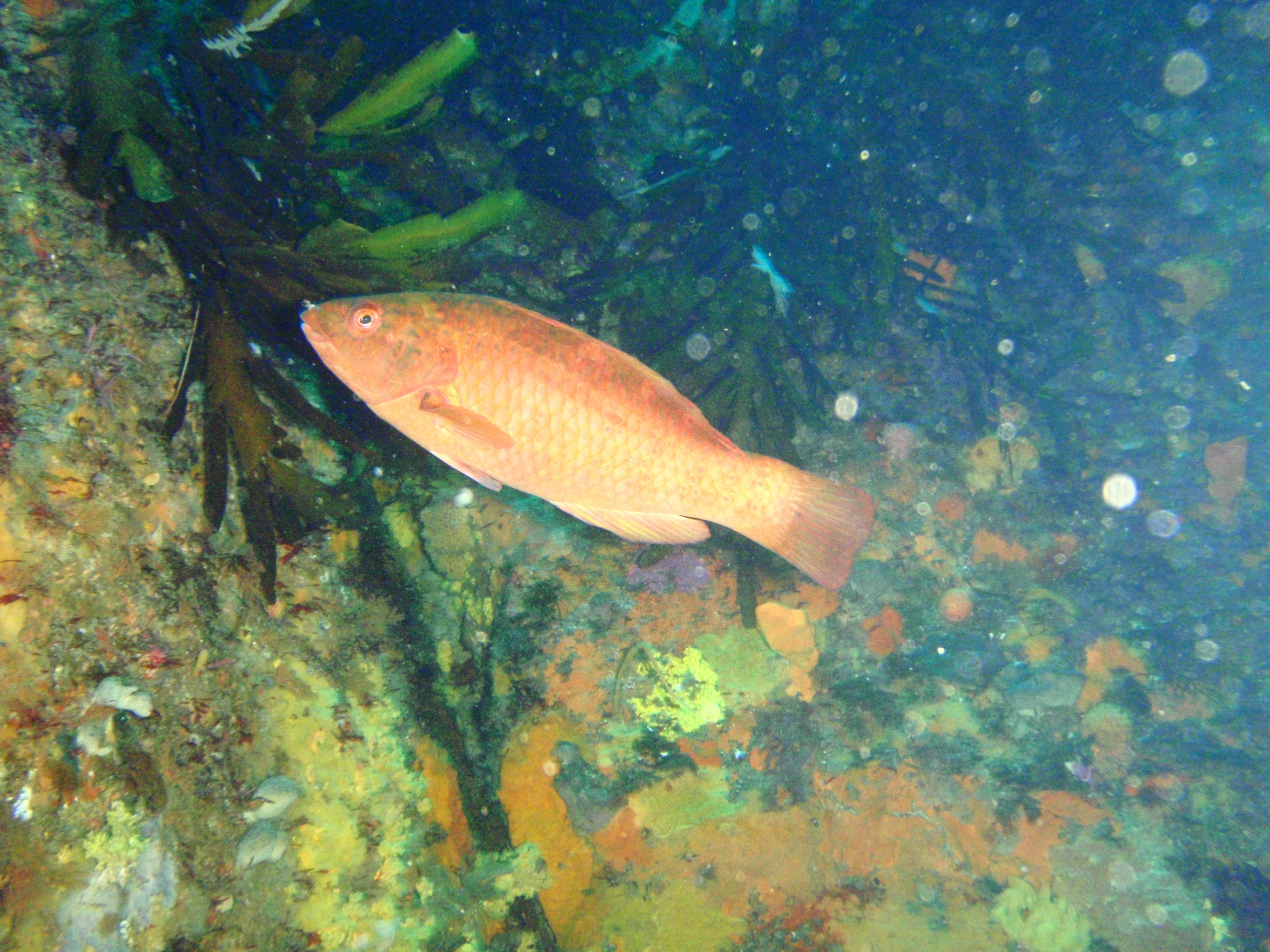
Pseudolabrus rubicundus
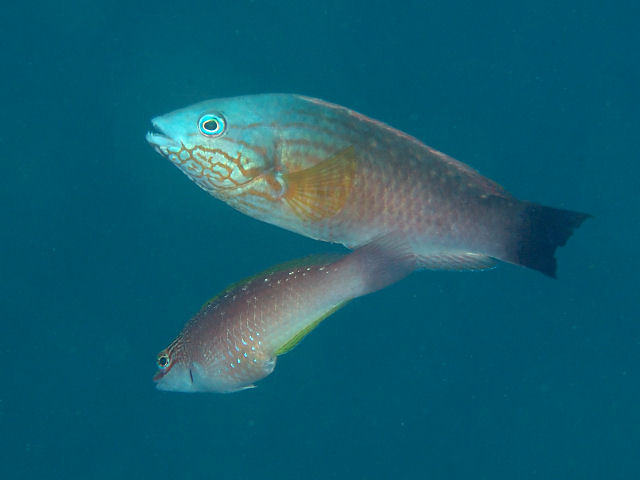
Pseudolabrus sieboldi